# Municipio de Logan (condado de Allen)
El municipio de Logan (en inglés: Logan Township) es un municipio ubicado en el condado de Allen en el estado estadounidense de Kansas. En el año 2010 tenía una población de 219 habitantes y una densidad poblacional de 2,61 personas por km².

## Geografía
El municipio de Logan se encuentra ubicado en las coordenadas 37°47′59″N 95°29′6″O / 37.79972, -95.48500. Según la Oficina del Censo de los Estados Unidos, el municipio tiene una superficie total de 83.95 km², de la cual 82,77 km² corresponden a tierra firme y (1,41 %) 1,18 km² es agua.

## Demografía
Según el censo de 2010, había 219 personas residiendo en el municipio de Logan. La densidad de población era de 2,61 hab./km². De los 219 habitantes, el municipio de Logan estaba compuesto por el 96,8 % blancos, el 0,91 % eran amerindios, el 1,37 % eran de otras razas y el 0,91 % eran de una mezcla de razas. Del total de la población el 3,65 % eran hispanos o latinos de cualquier raza.